# Ampelisca nanshaensis
Ampelisca nanshaensis is een vlokreeftensoort uit de familie van de Ampeliscidae. De wetenschappelijke naam van de soort is voor het eerst geldig gepubliceerd in 1991 door Ren.